# Basilio Ponce de León

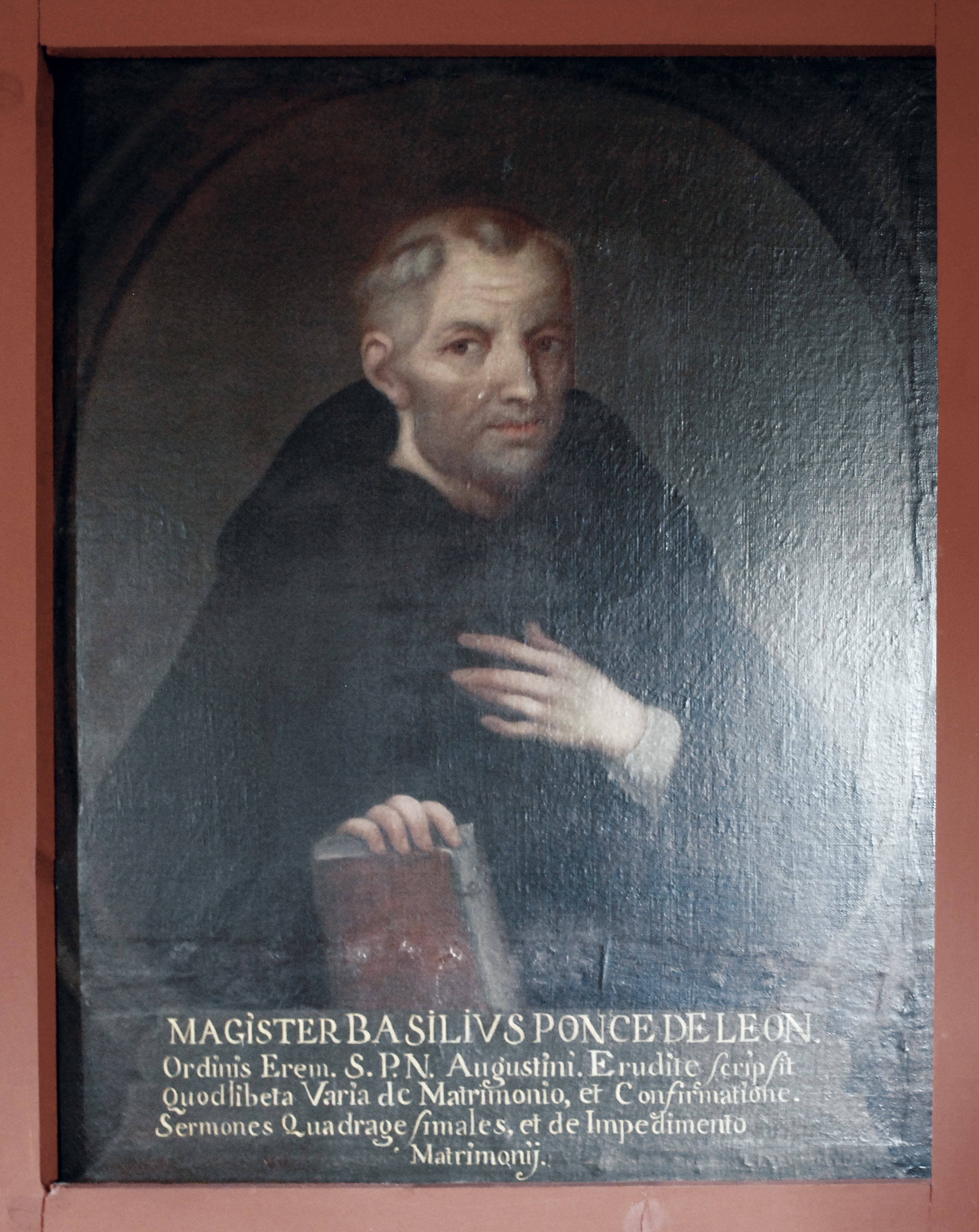
Retrato de Basilio Ponce de León.

Basilio Ponce de León O.S.A. (Granada, 1570 - Salamanca, 28 de agosto de 1629) teólogo, canonista, poeta y escritor ascético agustino español, sobrino de fray Luis de León.

## Biografía
Hijo natural de Rodrigo Ponce de León, III conde de Bailén, y de Mencía de Varela, prima de fray Luis de León, fue adoptado por Pedro de Alarcón y Elvira Ponce de León. Cursó sus primeros estudios en Granada y luego marchó a la Universidad de Salamanca, donde se encontraba su tío fray Luis de León. En el convento salmantino profesó el 10 de septiembre de 1592, un año después del fallecimiento de su tío. En 1594 terminó sus estudios de Teología. En el convento de Badaya, en Álava, fue nombrado lector de gramática; luego estuvo en el convento de Toledo, donde escribió su tratado De agno typico (impreso luego en Madrid, 1604), que es en parte una defensa de su tío, y en 1602 figura en Alcalá de Henares, donde leyó Teología mucho tiempo en su convento y en la Universidad de Alcalá; en 1602 recibió el grado de bachiller de Teología por Sigüenza y el de maestro en Osma en 1603; ganó una cátedra en la Universidad de Salamanca en 1608, donde enseñó Teología hasta 1623. Fue prior del Convento de San Agustín de Salamanca por elección en los capítulos de 1624 y 1627. A su muerte Francisco Montes de Oca publicó una Fama póstuma (1630) en que se le describe como "príncipe de los ingenios y fénix de las ciencias".
Escribió en latín sobre cuestiones teológicas (sobre los sacramentos del Matrimonio y la Confirmación, comentarios al Apocalipsis, etcétera) y de derecho canónico, sosteniendo siempre un punto de vista ecléctico, pero también en español varios Discursos para todos los Evangelios de la Cuaresma (1605-1610), una colección de sermones escritos en una excelente prosa del Renacimiento, que no rehúye el coloquialismo castizo, y que fueron traducidos al italiano. En alguno de ellos combatió el suicidio, que condenaba sin exceptuar caso alguno, mostrándose en ello más severo que San Jerónimo, ya que este exceptuó el caso en que peligrara la castidad. Defendió el dogma de la Inmaculada Concepción en varios sermones que imprimió en Salamanca y también escribió una Apología de las obras y doctrina de San Juan de la Cruz, porque había defendido además la ortodoxia de su Noche oscura ante la Inquisición en 1618. Editó, limpió de "ambigüedades teológicas" y anotó los sueños del beato Alonso de Orozco. Por otra parte, los manuscritos que recibió, copió y editó de su tío fray Luis de León son considerados los más fieles por la crítica moderna, ya que a él se los entregó la Orden Agustina. Algunos de los poemas inseguramente atribuidos a fray Luis pueden ser suyos, y viceversa.

## Obras

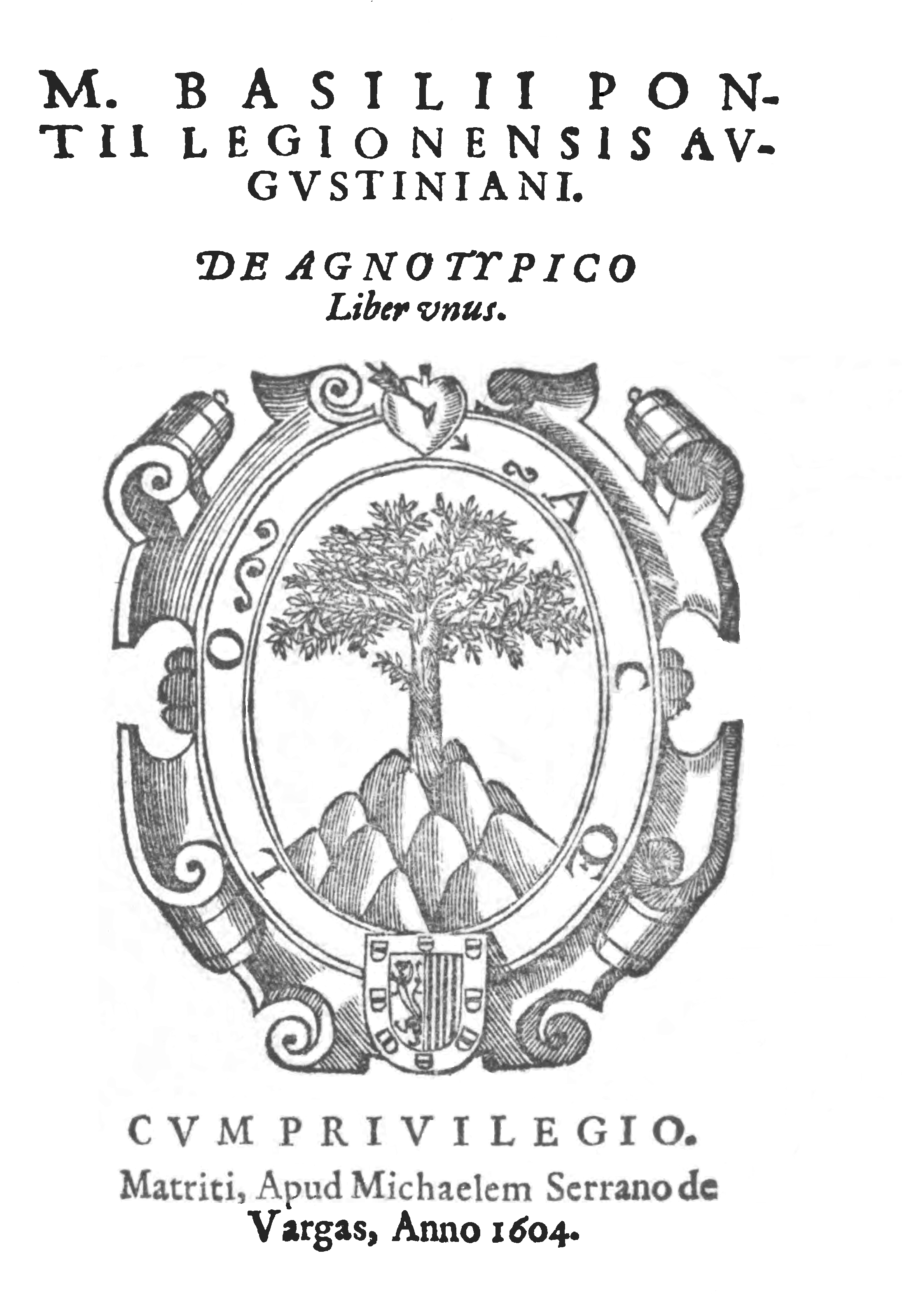
De agno typico liber unus. Madrid: Vargas; 1604.

- De agno typico liber unus (Madrid, 1604).
- Primera parte de discursos para todos los Evangelios de la Quaresma (Madrid, 1605).
- De la primera parte de discursos, para differentes Evangelios del año (Madrid, 1606).
- Variarum disputationum ex utraque theologia scholastica et expositiva (Salamanca, 1611).
- Tractatus de impendimentis matrimonii (Salamanca, 1613).
- Dispvtatio, de aquae in vinum conuersione in Sacramento Eucharistiae (1622)
- De sacramento matrimonii tractatus (Salamanca, 1624).
- Praelectio posthuma de sacramento confirmationis (Salamanca, 1630).